# Icewind Dale II
Icewind Dale II is een computerspel ontwikkeld door Black Isle Studios en uitgegeven door Interplay Entertainment voor Windows. Het rollenspel is uitgekomen op 27 augustus 2002.

## Plot
Dertig jaar na de gebeurtenissen uit het eerste spel, wordt het havendorp Targos belegerd door een leger van orks. Zij maken onderdeel uit van het Legioen van de Chimera, een groep verschoppelingen. Wanneer de groep huursoldaten per schip arriveert in Targos, beginnen zij een offensief tegen de orks. Wanneer de bevelhebber wordt gedood, komt de groep tot de ontdekking dat hij onder het bewind van Sherincal stond, een mysterieuze vrouw. Sherincal blijkt echter een halfdraak te zijn die de poort naar de Aurilite-tempel bewaakt. De huursoldaten moeten voorkomen dat vijandelijke troepen door de poort komen en het dorp Kuldahar veroveren.

## Spel
De speler bestuurt in het spel een groep huurlingen. Het aanzicht is vanuit een isometrisch perspectief (schuin) en de speler kan door het aanwijzen en klikken met de muis zijn troepen strategisch plaatsen. Er zijn ook dialogen met niet-speelbare personages.
De speler kiest aan het begin van het spel een vooraf ingestelde party, maar kan deze ook zelf samenstellen. Men kiest uit verschillende klassen, rassen, en morele en aangeboren eigenschappen. De personages kunnen opgewaardeerd worden door middel van ervaringspunten, tot een maximaal niveau van dertig.
De gameplay van het spel is gericht op gevechten met tegenstanders. Het is een realtime variant van D&D Third Edition.

## Ontvangst
| Recensiescore       | Recensiescore |
| Recensieverzamelaar | Score         |
| ------------------- | ------------- |
| GameRankings        | 82%           |
| Metacritic          | 83%           |
| Publicist           | Score         |
| Game Informer       | 9,5           |
| GameSpot            | 8,3           |
| IGN                 | 9             |
| PC Gamer (VS)       | 87%           |
| PC Zone             | 8,3           |

Icewind Dale II ontving positieve recensies. Men prees de gameplay, variatie, dialogen en het gevechtssysteem. Kritiek was er op de verouderde graphics en spelengine. Ook moet er na elk gevecht verplicht worden gerust voordat de personages verder kunnen.
Het spel ging in de Verenigde Staten circa 270.000 keer over de toonbank.
Op aggregatiewebsites Metacritic en GameRankings heeft het spel verzamelde scores van respectievelijk 83% en 82%.